# Radošin
Radošin (en serbe cyrillique : Радошин) est un village de Serbie situé dans la municipalité de Svilajnac, district de Pomoravlje. Au recensement de 2011, il comptait 492 habitants.

## Démographie
| 1948 | 1953 | 1961 | 1971 | 1981 | 1991 | 2002 | 2011 |
| ---- | ---- | ---- | ---- | ---- | ---- | ---- | ---- |
| 876  | 897  | 913  | 879  | 894  | 805  | 550  | 492  |

|  |